# Vímara Peres
Vímara Peres († 873, Galicie) byl šlechtic z 9. století a první portugalský hrabě.

## Život
Byl vazalem asturského krále Alfonse III. Jím byl poslán, aby se postavil Maurům (Arabům a Berberům), kteří napadli vizigótskou Hispánii na západním pobřeží, v oblasti mezi řekami Minho a Douro, včetně města Portus Cale (později zvaného Porto). Peres uspěl a za své zásluhy na reconquistě byl v roce 868 Alfonsem III. jmenován hrabětem, čímž vzniklo Portugalské hrabství (základ budoucího Portugalského království), v regionu severně od řeky Douro. Založil opevněné město a nazval ho podle sebe: Vimaranis. Později byl název zkomolen na Guimaranis. Dnes se nazývá Guimarães. Protože Vímara Peres položil základy portugalské státnosti, říkají městu Portugalci dodnes „město-kolébka“. Vímara Peres zemřel v roce 873.

### Potomstvo
Většina historiků se shoduje, že byl otcem:
- Lucídio Vimaranes (Lucídio, syn Vímara), který se po něm stal portugalským hrabětem.[2][1]

Přestože identita jeho manželky nebyla zaznamenána v žádných soudobých listinách, mohla se jmenovat Trudildi. Pokud by tomu tak bylo, jeho dcerou by byla:
- Audivia Vimaranes, která se provdala za hraběte Gutierre Aloíteze.